# Дебръщица
Дѐбръщица, изписвано също като Дебращица, е село в Южна България, област Пазарджик, община Пазарджик.

## География
Село Дебращица е скътано в северните склонове на Средните Родопи – Каркария, в дълбоката долина на река Пишманка при изхода ѝ от планината ѝ навлизането и в полето. Надморската му височина е 280 м. От юг, запад и изток е обградено с гористи склонове. Над Дебращица откъм изток господства височината на Градището, откъм запад – височината Кръстец, към югозапад – Свирева нива, а далеч на юг – височината Потум и билото на Каркария – Костина могила. На изток и североизток от селото се простират Бесапарските хълмове. На север се открива равната и плодородна Горнотракийска низина.
Това местоположение – пенлива река, прекрасни гори и плодородно поле, вероятно е накарало в далечното минало да се заселят нашите предци, а по-късно е съблазнило много други бягащи семейства да се преселят тук.
Дебращица отстои на 12 километра от град Пазарджик. С него се свързва чрез шосе през Главиница и Алеко Константиново. Съседните села на Дебращица са Црънча, Алеко Константиново и Радилово.
Данни от преброявания и оценки на населението:
| #  | година | жители    |
| -- | ------ | --------- |
| 1  | 1884   | 654       |
| 2  | 1892   | 817       |
| 3  | 1900   | 843       |
| 4  | 1910   | 1274      |
| 5  | 1920   | 1230      |
| 6  | 1934   | 1503      |
| 7  | 1946   | 1725      |
| 8  | 1956   | 1744      |
| 9  | 1965   | 1446      |
| 10 | 1975   | 1545      |
| 11 | 1985   | 1450      |
| 12 | 1992   | 1237      |
| 13 | 2001   | 1092      |
| 14 | 2011   | 910       |
| 14 | 2014   | 843 (оц.) |

## Стопанство
Поминъкът на населението в миналото е бил земеделие, малко скотовъдство, дърводелство и горене на дървени въглища. Произвеждали са се житни култури, царевица, слънчоглед, лен, коноп главно за собствени нужди. Основният поминък и сега е земеделие.
Главна култура е тютюнът. Отглеждането му започва от 1908 г., когато селянинът Лазар Стоев Велев, който бил ратай в Перущица, донесъл от там тютюневото семе. Неговият баща засадил и отгледал 3 – 4 декара през 1908 г. и получил добри доходи. Така постепенно тютюнът става главна земеделска култура, въпреки че е трудоемка и с почти целогодишна заетост. Тютюнопроизводството остава основна дейност и след образуването на ТКЗС.
Лозарството заема също голям дял от поминъка на населението в селото. Цялата местност от Породем до Кариерата над Коритски път е била лозов масив. Към началото на ХХ век лозята заболяват и се наложило да се подновят. Първият, който заменя стария сорт лоза с новия сорт, наречен Американка, е Димитър Еманоилов Раков. Днес лозята не се стопанисват, както трябва.
В миналото е имало голяма овощна градина с ябълки от 600 дка. Зеленчуците са се отглеждали и се отглеждат в дворовете и градините само за лични нужди. Към настоящия момент се отглеждат също крави, прасета, кокошки, кози и овце.

## Религия
В селото живеят православни християни. Други религии не са представени.
През 1761 г. в Дебращица година е била построена църквата „Св. Великомъченица Неделя“. Как е изглеждала първоначалната постройка. не се знае. Според предание е била вкопана в земята, скрита в дъбова гора, но според Стефан Захариев църквата е съборена през 1834 г., за да се построи нова. Първият свещеник, за когото има сведения, е отец Йоан (1795). След това свещеници в храма са били отец Ангел, отец Стоян, отец Саво, отец Вельо, отец Борис, отец Тодор, отец Трифон, отец Костадин, отец Петър (руснак), отец Георги, отец Димитър и отец Стефан.
През 1895 г. е направена първата камбана, 1899 г. – новият иконостас с дървени икони. 1919 г. – иззидана камбанарията и качена малката камбана. 1911 г. – направено входното стълбище. 1912 – закупени двата големи свещника. 1923 г. – изографисан е иконостасът под големите икони. 1930 г. – електрифициране на църквата. В последните години се направиха много подобрения в църквата.
Храмовият празник на църквата и съборът на селото се честват на 7 юли.
Черковищата в селото и из землището са 11.
- „Свети Димитър“ – в подножието на местността Градище е имало малък престолен камък. На 26 октомври 2007 г. тържествено е открит параклисът „Св. Димитър“, изграден от фондация „Св. Димитър Солунски“. Всяка година на параклиса се раздават курбани за здраве.
- Над селото има действащ параклис „Св. св. Флор и Лавър“.
- Освен това в землището има останки от 11 църкви и параклиси: „Св. Димитър“, „Св. Врач“, „Св. Богородица“, „Св. Архангел“, „Св. Петка“, „Св. Атанасий“, „Св. Никола“, „Св. Седмочисленици“, „Св. Георги“ и 2 църкви с незапомнени имена.
- Манастир ”Св. Флор и Лавър” – открит през 1905 г. През 1906 г. е изграден малък параклис и започва празнуването на нощен събор и черкуване през деня. По-късно параклисът е разрушен и е построен едва през 1994 г. по инициатива на свещеник Димитър Христев и с помощта на спонсори и жители на селото. Съборът на „Св. Флор и Лавър“ се провежда на 18 август.

## Обществени институции

### Читалище
Читалище „Св. св. Кирил и Методий“ е основано на 24 май 1924 г. Повод за основаването е гостуването на самодейците при читалището в с. Радилово с представяне на пиесата „Милуш войвода“. През 1923 г. се прави опит за основаване на читалище, но поради станали исторически събития опитът е осуетен. Така на 24 май 1924 г. група младежи от селото, събрани на сватба, решават да основат читалище и изпращат най-младия между тях Борис Костов Македонски да записва желаещите да станат членове на читалището и да събира членски внос. Записването продължава и на следващата неделя – 1 юни в сградата на старото училище се провежда учредително събрание, на което се приема уставът на читалището и се избира ръководство в състав: Паун Стоянов Манчев – председател, Петър Симонов Тонов – заместник-председател, както и секретар, касиер, член. Бил приет и уставът на читалището и изпратен за одобрение в Министерството на народната просвета. На събранието са присъствали 28 души, а до края на годината членовете на читалището стават 34 души.
Веднага се сформира театрален самодеен колектив и започват репетиции. Първата пиеса „Разорен дом“ е изнесена от самодейците на читалището през февруари 1925 г. в сайванта на Георги Лалов. Така започва театралната дейност на читалището, като всеки сезон са се изнасяли по няколко пиеси при големи трудности в сайванти и плевни из селото. С добре подготвени пиеси самодейците са гостували на
съседните села – Црънча, Паталеница и Ал. Константиново. За отбелязване е, че през този период читалището не е разполагало с материална база, а е имало голяма дейност. Всичко, което са правели неговите членове, е било придружено с много трудности и заделяне от личното време за подготовка и провеждане на читалищните мероприятия.
През 1929 г. се построява ново училище с голям салон и дейността на читалището се прехвърля там. Основната цел на ръководството и неговите членове е била винаги да набавят средства за построяване на читалищна сграда. Провеждани са разни мероприятия за събиране на помощи. На 14 януари 1925 г. се разиграва томбола и в касата на читалището са постъпили 500 лв. Създаден е фонд „Построяване на читалище“ и започва набирането на средства. През 1926 г. тютюнево дружество „АКА“ подарява на читалището 850 лв., тютюнев консорциум – 500 лв., тютюнево дружество „Никотиана“ – 200 лв., доктор Орманян – 50 лв. Събирани са помощи и от членовете на читалището и населението. Пръв открива подписката Илия Димитров Кузев, който дарява (1929) сумата 510 лв. и неговият портрет бил окачен по-късно на видно място в новопостроената читалищна сграда.
Най-после дългогодишната мечта става действителност. На 23 март 1938 г. с Протокол № 2 на ръководството е взето решение да се закупи за строеж на читалищна сграда отчужденото дворно място на братя Стоименови, а през февруари 1940 г. мястото е подготвено за строеж. Архитект Стоян Михайлов изготвя плана и започва работата по строежа. Поради започналата Втора световна война средствата не достигнали за построяване на цялата сграда, което довело до направата само на салон с 2 стаи за гримьорни – по-късно пристроени в библиотека. През есента на 1941 г. сградата е завършена и оборудвана. На 6 януари 1942 г. основателят на читалището и ръководител на театралния колектив
Димо Георгиев Станчев открива първото представление с „Под игото“ и новопостроената читалищна сграда.
Изнесени са много пиеси, а по-късно под ръководството на Стоян Костадинов се поставят и пиеси с по-съвременна тематика. Особени заслуги в театралната самодейност имат дългогодишните участници: Паун Манчев, Анастасия и Димо Станчеви, Катя и Георги Карапенови, Георги Ташев, Петър Тонов, Ангел Тинков, Стоян Костадинов, Димо Ташев, Йордан Раков, Борис Ташев, Надежда Върбанова, Дафинка Темелкова,
Вельо Попов, Латина Кукова и др.
През 1946 г. към читалището е създаден мъжки хор под ръководството на Иван Стоянов Манчев и неговата дейност продължава до 1949 г. През 1952 г. се създава битов женски хор под ръководството на Стоян Костадинов и неговата дейност продължава до 1960 г. През 1962 г. се създава женска група за автентичен фолклор, а през 1978 г., поета от Стоянка Бейска, под чието ръководство групата разширява дейността си. Не можем да не споменем имената на Грозда Ташева, Марийка Ракова, Невена Данева, Люба Вътова, Заприна Мустакова, Стоянка Гюрова, Недялка Манчева, Велика Славкова, Вера Златанова, Темелка Пенчева, Елена Кузева. През 1980 г. под ръководството на Стоянка Бейска се създава и мъжката певческа група при читалището ни. Първите певци, решили да възобновят стара традиция в селото за мъжко пеене, са: Тодор Кузев, Спас Френски, Петър Кайнаров, Петър Куков, Гълъб Станчев, Гълъб Манчев, Васил Мустаков, Малин Златанов, Тодор Златанов, Иван Гюров, Иван Радков, Георги Марков, Паун Вътов, Христо Костадинов, Васил Ламбрев, Димитър Георгиев, Иван Данев, Юри Аврамов, Спас Велев, Костадин Янакиев и др.
През 1990 г. тържествено са отбелязани 10 г. от създаването на мъжката певческа група, а през 1992 г. – 30 г. от създаването на женската фолклорна група. От 1994 до 2004 г. съставите работят под ръководството на Елена Вътова, след това тяхното ръководство се поема от Милка Кузева.
Сред основните дейности, допринесла за възпитанието и издигане на културното равнище на хората от Дебръщица, е библиотечната дейност. Тя започва още първата година от основаването на читалището. В началото повече от книгите са дарения от ведомства и частни лица, а по-късно са купувани със собствени средства и средства от Общината. През 1938 г. се открива кафе-читалня със свободен достъп на книги и вестници. Пръв неплатен библиотекар е бил Димо Георгиев Станчев, а след него Паун Стоянов Манчев, Георги Иванов Карапенов, Михаил Димитров Андонов, Ангел Николов Станчев и Стоян Тодоров Костадинов.
На 9 май 1957 г. читалищното ръководство назначава за пръв платен библиотекар Дочка Стоянова Ракова. За периода 1958 – 1964 г.като библиотекари са работели: Тинка Йорданова Манчева, Атанас Илиев Баташки и Мария Илиева Баташка. От 1964 до 1975 г. за библиотекар е назначена Латина Борисова Кукова, от август 1975 до 2012 г. се обслужва от Елена Серафимова Вътова, а към настоящия момент – от Величка Асенова Баладжова. Библиотеката обслужва население от 982 жители с библиотечен фонд 10580 тома, предоставен на свободен достъп за читателите, което улеснява и избора им. Библиотеката продължава да обслужва читатели по домовете им, както и учениците по програмата за задължителното и извънкласно обучение.

### Училище
Дебръщица е старо просветно огнище в Пазарджишко. През 1850 година свещеник Ангел Велев Попов открива килийно училище, в което вероятно учител е Ангел Чоперков от Пазарджик. Към 1860 г. такова училище открива и Пенчо Ганчев – терзия в селото; учител е Георги Пеев от Велинград. След смъртта на Георги Пеев през 1869 г. Пенчо Ганчев довежда за учител Георги Петров Стоянов /Граматиката/. Същата година двамата решават да построят училищна сграда.
На 22 март настоятелството на читалище „Виделина“ отпуска помощ 104 гроша. Вероятно е имало и други помощи, и училищната сграда е построена. Едноетажна с две стаи, в центъра на селото – градинката пред пощата. В него Георги Петров учителства до 1876 г. След Априлското въстание, през 1876 – 1877 г. учителства Панталей Иванов от Копривщица.
По време на Освободителната война училището не се затваря. През 1877 – 1878 г. учителства Васил Бекриев от Брацигово. През следващите години учител е Иван Петров Кълвачев и Ангел Атанасов Попов.
През 1883-1884 г. учител е Никола Стаменов Ангелов от Баткун.
В годината на Съединението с Княжество България 1885 г. старото училище е съборено и на негово място е построена нова училищна сграда - двуетажна с три стаи. През същата година се избира и ново училищно настоятелство, отделно от църковното настоятелство.
Земетресението от 1928 г. направило училищната сграда негодна и с отпусната помощ започва строеж на нова сграда.
Църквата подарява свой парцел и през октомври 1929 г. училището е готово.
През 1930 г. започва строеж на пристройка към училищната сграда, защото дотогава учениците от прогимназиален клас ходят на училище в с. Црънча.
През 2002 година училището беше затворено във връзка с оптимизиране на училищната мрежа.

### Детска градина
Лятна детска градина за пръв път се открива през 1944 г. в училището. През 1947 г. се открива целодневна детска градина. Дългогодишна детска учителка беше Надежда Аврамова Михнева /Забавачката Дешка/. Няколко години градината беше на издръжката на бившето ТКЗС.
Полудневна детска градина се открива през 1946 – 1947 г., като заниманията се провеждат в дома на Стоян Кузев. През 1982 г. е построена сградата на днешната ЦДГ ”Здравец“.

## Редовни събития
В селото се провеждат 2 събора:
- Събор на храмовия празник на св. вмчца Неделя – 7 юли; в центъра на селото (по-рано – в Градището);
- Събор на храмовия празник на свети мъченици Флор и Лавър – 18 август.

## Други
В селото има открит плувен басейн, който работи през летния период, и няколко малки хотела, които предлагат уютни стаи и ресторанти с приятна обстановка.
- Църква „Света Неделя“
- Дебръщенски манастир